# Kaidufloden
Kaidufloden eller Kaidu He (开都河; Kāidū Hé) är ett vattendrag i Kina.   Det ligger i den autonoma regionen Xinjiang, i den västra delen av landet, 2 500 km väster om huvudstaden Peking.
Kaidufloden rinner upp i de centrala delarna av bergsområdet Tianshan och rinner ut i sjön Bosten.
I trakten råder ett kallt ökenklimat.